# Ceasg
Uma ceasg é uma sereia na mitologia escocesa, uma meia-mulher e um meio-salmonete (salmão) sobrenatural. É também conhecida no gaélico escocês como a maighdean na tuinne ("donzela da onda") ou a maighdean mhara ("donzela do mar"). Da ceasg é dito ser capaz de conceder três desejos a qualquer um que a capture.